# Pic de les Planes
Pic de les Planes (lub Pic de l’Albeille) – szczyt górski w Pirenejach Wschodnich. Administracyjnie położony jest na granicy Andory (parafia Ordino) z Francją (departament Ariège). Wznosi się na wysokość 2788 m n.p.m.
Na północny zachód od Pic de les Planes usytuowany jest szczyt Pic de Tristagne (2878 m n.p.m.), natomiast na wschodzie położony jest Pic de Fangasses (2682 m n.p.m.). Pomiędzy Pic de Tristagne a Pic de les Planes znajduje się przełęcz Port de l’Albeille (2601 m n.p.m.). Na południowy wschód od szczytu znajduje się jezioro Estany Esbalçat, na północ jeziora Étangs de l’Albeille, natomiast na południe rozlega się dolina potoku Valira del Nord.